# Portrait de jeune homme (Botticelli, Paris)
Pour les articles homonymes, voir Portrait de jeune homme.
Le portrait de Jeune homme est une peinture de Sandro Botticelli, une tempera sur bois (57,5 × 44 cm) de la période  1475-1500, conservée au Musée du Louvre à Paris.